# Calista Flockhart
Calista Kay Flockhart, född 11 november 1964 i Freeport i Illinois, är en amerikansk skådespelare. Hon har bland annat gjort titelrollen i TV-serien Ally McBeal.

## Familjeliv
Calista Flockhart har en adopterad son, född 2001. År 2010 gifte hon sig med skådespelaren Harrison Ford.

## Filmografi (urval)
- 1993 – Naked in New York
- 1994 – Quiz Show
- 1996 – The Birdcage – lånta fjädrar
- 1997–2002 – Ally McBeal (TV-serie)
- 1999 – En midsommarnattsdröm
- 2000 – Things You Can Tell Just by Looking at Her
- 2005 – Från andra sidan
- 2006–2011 – Brothers & Sisters (TV-serie)
- 2015–2021 – Supergirl (TV-serie)
- 2024 – Feud: Capote vs. The Swans (TV-serie)